# Lucy May Stanton
Lucy May Stanton (Atlanta, Geòrgia, 22 de maig de 1875 - Athens, Geòrgia, 19 de març de 1931) va ser una pintora estatunidenca. Va fer paisatges, naturaleses mortes i retrats, però Stanton és coneguda fonamentalment pels retrats en miniatura que va pintar.
Les seves obres es troben a la Galeria Nacional de Retrats a Washington, DC, el Museu Metropolità d'Art de Nova York, el Museu de Belles Arts de Boston i el Museu d'Art de Filadèlfia, on Autoretrat al jardí (1928) i Miss Jule (1926) formen part de la col·lecció permanent del museu.

## Biografia
Stanton va néixer a Atlanta, Geòrgia, essent la gran de les dues filles de William Lewis Stanton i Frances Louisa Cleveland Megee Stanton. William tenia un negoci majorista de venda d'aliments, alguns dels quals provenien de les granges d'Stanton i Megee; maquinària; taules de fusta; i ceràmica importada d'Europa. La família vivia al districte "de moda" del West End d'Atlanta a Gordon Street (ara Ralph D. Abernathy Boulevard), en una casa de tipus revival grec. Un any després del naixement de Lucy May Stanton, va néixer la seva germana Willie Marion Stanton. Sovint passaven els estius a les muntanyes del nord de Geòrgia a les granges dels avis de Lucy. Els Stanton van passar molts hiverns als edificis Pontalba de Nova Orleans, on William gestionava la importació de sucre, melassa i arròs del Carib. Lucy May Stanton va rebre un joc de pintures a l'oli i va començar a aprendre a pintar quan tenia set anys. Mme. Sally Seagoy, una artista francesa de Nova Orleans, li va impartir lliçons.

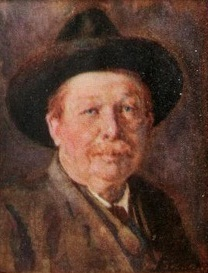
Joel Chandler Harris, c. En 1914, aquarel·la sobre ivori, National Portrait Gallery, Smithsonian Institution

A Atlanta vivia a l'altre costat del carrer de Wren's Nest, la casa de l'autor i periodista Joel Chandler Harris, que va escriure les històries de l'oncle Remus i va compartir les seves històries amb ella i la seva germana, Willie Marion Stanton. La seva mare, Frances Megee Stanton, va morir el 1888. El 1889-1890 va realitzar una gira per Europa amb el seu pare i va estudiar pintura d'aquarel·la a Venècia.

## Educació
Lucy i Willie Stanton van ser educades al Southern Female College (ara conegut com Cox College), a La Grange, Geòrgia, on Lucy es va graduar l'any 1893 amb els més alts honors en grec i llatí. Va estudiar amb una altra professora de francès, la Sra. Ada Autre. El pare es va casar amb Sallie Cox, professora de música i membre de la família propietària de l'escola. Els primers retrats en miniatura de Lucy van ser els de la seva germana el 1895 i un altre que era una còpia d'una miniatura familiar. Les seves primeres miniatures les va fer amb una tècnica de puntejat.
En els dos anys posteriors a la seva graduació, va treballar com a professora d'art al New Ebenezer College i com a assistent de l'artista d'Atlanta, James P. Field, que havia estat la seva instructora al Southern Female College. Durant aquest temps va començar a pintar retrats en miniatura, rebent el seu primer encàrrec el 1896, un retrat de la cantant d'òpera Adelina Patti. Més tard aquest any, se'n va anar a París, on va estudiar pintura, gravat i escultura amb l'artista nord-americà Augustus Koopman i pintura en miniatura amb l'artista nord-americana Virginia Richmond Reynolds. Stanton va pintar a Normandia als estius amb Koopman i altres estudiants. Koopman li va ensenyar a pintar amb originalitat i Reynolds va ensenyar a Stanton les pinzellades paral·leles, una nova tècnica en aquell moment. També va estudiar anatomia a la Sorbona; prendre classes a dues escoles d'art independents a París que admetien dones, l'Académie de la Gran Chaumière i l'Académie Colarossi; i va estudiar amb James Abbott McNeill Whistler en l'Académie Carmen.

## Etapa professional
Stanton, que va créixer a Atlanta durant el període posterior a la Guerra Civil, va crear obres d'art que representaven la seva herència del sud, inclòs un conjunt d'escenes de la vida afroamericana que va anomenar la seva sèrie "Petits murals", que incloïa Loading Cotton, Negres Descansant i El porxo de la tia Liza. Va exposar el primer retrat en miniatura d'un afroadescendent en una exposició de l'Acadèmia de Belles Arts de Pennsilvània del 1899. També va pintar retrats del georgià Howell Cobb, president de la Cambra de Representants, i Linton Ingraham, un exesclau, que es troben a les col·leccions de la Cambra de Representants dels Estats Units i el Museu de Comerç Nord-americà a Milton, Massachusetts, respectivament. La seva pintura North Carolina Mountain Woman és a la col·lecció del Museu Metropolità d'Art de la ciutat de Nova York.

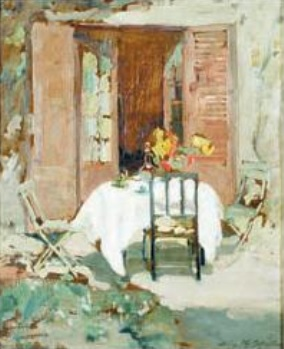
Un jardí de París, 1906. Residència de Stanton a París.

Va tornar als Estats Units el 1898 i va començar la seva carrera com a professional com a artista, exhibint tant allà com a Europa. Va ensenyar en una escola nocturna de la YMCA, va donar lliçons privades i tenia un estudi a Atlanta. El 1898 va fer la seva primera pintura d'una afrodescendent, la tia Nicey Tuller. Posteriorment, va rebre encàrrecs per pintar retrats de persones influents, inclòs Charles A. Collier, que havia estat alcaldessa d'Atlanta, que va ser lliurada a l'Ajuntament d'Atlanta. Va ensenyar novament en el que ara és el Cox College. Entre 1901 i 1902, Stanton i la seva germana, Willie Marion, van viure a Bryant Park Studios, davant de Bryant Park. Lucy feia classes privades d'art i a l'Hospital Episcopal Deaconess es va capacitar com a infermera de caritat pràctica. Stanton va conèixer el naturalista John Burroughs, va viatjar en canoa a Maine i va visitar amics a Boston, on el 1902 va exposar a la segona exposició anual de la Copley Society of Art. Més de 800 pintures van ser rebutjades pels jurats de l'exposició per a la mostra.
Stanton va tenir una visita perllongada al seu pare, madrastra i els seus fills a Los Angeles a partir de la primavera de 1904. El 1905 va viatjar a París amb la seva amiga i també artista Polly Smith. Tenia un estudi al 70 de la Rue Notre-Dame des Champs, a París, on havia tornat per estudiar pintura de retrats amb Lucien Simon i Jacques-Émile Blanche. La seva mare i el seu fill, un retrat en miniatura de la seva germana i el nebot pintat el 1905, va guanyar una Cinta Blava l'any següent quan es va exhibir al Nou Saló de la Société Nationale des Beaux-Arts. Des de 1909, va mantenir un estudi i una petita casa a Athens, Geòrgia, prop de la casa de la seva germana. Després va tenir estudis a Carolina del Nord a Great Smokey Mountains i posteriorment a Nova York.
De 1916 a 1926 va viure i treballar principalment a Boston, que en aquella època era un centre d'art miniaturista.  Tenia un estudi a Beacon Hill i passava els estius a Ogunquit, Maine. Va fer un retrat a aquarel·la de Joel Chandler Harris al voltant de 1914, després de la seva mort. El 1917 va guanyar la Medalla d'Honor de la Societat de Pintors en Miniatura de Pennsilvània. També va ensenyar art a diverses escoles privades allà, incloses Milton Academy i Dana Hall.  Stanton es va establir permanentment a Atenes en 1926 on va participar activament en la vida cívica de la ciutat, donant conferències sobre art i organitzant exposicions, així com promovent el sufragi femení i fent campanya per a la Lliga de Nacions. Va ser cofundadora de la Geòrgia Peace Society el 1928.
Stanton es va refredar el març de 1931 i posteriorment va morir de pneumònia en un hospital d'Atenes; fou enterrada al cementiri Oconee Hill de la ciutat. Mai no es va casar.
Els seus articles, correspondència, fotografies de membres de la seva família i les seves obres, i altres documents rellevants que abasten des del 1899 fins al 1931 es troben a la Biblioteca de Manuscrits i Llibres Rars Hargrett de la Universitat de Geòrgia.

## Exposicions
Algunes de les seves principals exposicions van ser les següents:
- 1899 a 1931 - Societat de Pintors en Miniatura de Pennsilvània, més de 100 miniatures
- 1899 a 1931 - Acadèmia de Belles Arts de Pennsilvània, 93 obres d'art, majoritàriament miniatures
- 1906, 1912 - Société Nationale des Beaux-Arts, París, on va guanyar una Cinta Blava
- 1910, 1920, 1926 - Societat Americana de Pintors en Miniatura
- 1913: Edifici del Capitoli dels Estats Units
- 1913-1915, 1922 - Art Institute of Chicago
- 1914: Royal Society of Miniatures, Londres
- 1915 - Exposició Panamà Pacífic, San Francisco
- 1919, 1921: Washington Water Color Club
- 1923: Concord Art Association, Massachusetts, on va guanyar una Medalla d'Honor.

També va fer exposicions individuals a Boston, Nova York, Nova Orleans i Baltimore.

## Col·leccions
| Títol                                         | Imatge | Any              | Mida                          | Col·lecció                                                           |
| --------------------------------------------- | ------ | ---------------- | ----------------------------- | -------------------------------------------------------------------- |
| Self Portrait in a Navy Dress                 |        | Abans de 1898    | oli sobre llenç               | Robert W. Woodruff Library, Emory University, Atlanta, Georgia       |
| Aunt Nicey Tuller                             |        | 1898             | aquarel·la sobre paper marfil | Museum of Fine Arts, Boston, Massachusetts                           |
| Maine Guide or Backwoodsman from Maine        |        | 1901             | aquarel·la sobre paper marfil | Robert W. Woodruff Library, Emory University, Atlanta, Georgia       |
| Corrine Stanton                               |        | 1902             | aquarel·la                    | Col·lecció privada, Corrine Stanton Henry                            |
| Dutch Girl                                    |        | 1905             | aquarel·la sobre paper marfil | Georgia Museum of Art, University of Georgia, Athens                 |
| Joel Chandler Harris                          |        | 1906             | aquarel·la sobre paper marfil | Robert W. Woodruff Library, Emory University, Atlanta, Georgia       |
| Self Portrait with Frances Forbes             |        | 1906             | aquarel·la sobre paper marfil | Georgia Museum of Art, University of Georgia                         |
| Aunt Liza                                     |        | 1908             | aquarel·la sobre paper marfil | Concord Art Association, Massachusetts                               |
| Maternité (Mrs. W.T. Forbes and Children)     |        | 1908             | aquarel·la sobre paper marfil | Museum of Fine Arts, Boston, Massachusetts                           |
| Howell Cobb                                   |        | 1912             |                               | United States House of Representatives, Washington, D.C.             |
| Self-portrait or The Silver Goblet            |        | 1912             | aquarel·la sobre paper marfil | National Portrait Gallery, Smithsonian Institution, Washington, D.C. |
| Joel Chandler Harris                          |        |                  | aquarel·la sobre paper marfil | National Portrait Gallery, Smithsonian Institution, Washington, D.C. |
| Self Portrait, Reading                        |        | 1914             | oli sobre llenç               | Georgia Museum of Art, University of Georgia                         |
| A North Carolina Mountain Woman               |        |                  | aquarel·la sobre paper marfil | Metropolitan Museum of Art, New York                                 |
| Uncle George                                  |        | 1916             | aquarel·la sobre paper marfil | Robert W. Woodruff Library, Emory University, Atlanta, Georgia       |
| Aunt Liza's Porch                             |        | 1921             | aquarel·la sobre paper marfil | Robert W. Woodruff Library, Emory University, Atlanta, Georgia       |
| Resting or Negroes Resting                    |        | 1921             | aquarel·la sobre paper marfil | Robert W. Woodruff Library, Emory University, Atlanta, Georgia       |
| Shovelling or Negroes Shovelling              |        | 1921             | aquarel·la sobre paper marfil | Robert W. Woodruff Library, Emory University, Atlanta, Georgia       |
| Working on the Street                         |        | 1921             | aquarel·la sobre paper marfil | Robert W. Woodruff Library, Emory University, Atlanta, Georgia       |
| Chloe                                         |        | 1922–1923        | aquarel·la sobre paper marfil | Robert W. Woodruff Library, Emory University, Atlanta, Georgia       |
| Self Portrait in Blue, Grey, and Purple       |        | 1923             | aquarel·la sobre paper marfil | Robert W. Woodruff Library, Emory University, Atlanta, Georgia       |
| Chum Wee                                      |        | 1925             | aquarel·la sobre paper marfil | Lepore Fine Arts, Newburyport, Massachusetts                         |
| Linton Ingrahm, Ex-Slave                      |        | 1925             | aquarel·la sobre paper marfil | Museum of the American China Trade, Milton, Massachusetts            |
| Elizabeth Wentworth Roberts                   |        | 1925             | aquarel·la sobre paper marfil | Concord Art Association, Massachusetts                               |
| Miss Jule Moss                                |        | 1926             | aquarel·la sobre paper marfil | Philadelphia Museum of Art, Pennsylvania                             |
| Self-Portrait in the Garden                   |        | 1928             |                               | Philadelphia Museum of Art, Pennsylvania                             |
| Negro Boy                                     |        | 1928             | aquarel·la sobre paper marfil | Robert W. Woodruff Library, Emory University, Atlanta, Georgia       |
| Aunt Maria                                    |        | Després de 1920s | aquarel·la sobre paper marfil | Robert W. Woodruff Library, Emory University, Atlanta, Georgia       |
| Major Charles Collier                         |        |                  | oli                           | City Hall, City of Atlanta, Georgia                                  |
| Easter Bouquet                                |        |                  | aquarel·la sobre paper marfil | Georgia Museum of Art, University of Georgia                         |
| English Girl                                  |        |                  | aquarel·la sobre paper marfil | Georgia Museum of Art, University of Georgia                         |
| Mrs. Jenkins, A North Carolina Mountain Woman |        |                  | aquarel·la sobre paper marfil | Berea College, Kentucky                                              |
| Paris Model in Brown Shawl                    |        |                  | aquarel·la sobre paper marfil | Robert W. Woodruff Library, Emory University, Atlanta, Georgia       |
| Chancellor Snelling                           |        |                  | oli                           | University of Georgia, Athens                                        |